# Madonna col Bambino e santi (Mazzolino)
La Madonna col Bambino e santi è un dipinto a olio su tavola (29,5x22,8 cm) di Ludovico Mazzolino, databile al 1523-1523 circa e conservato negli Uffizi di Firenze.

## Storia e descrizione
Già attribuito a Gaudenzio Ferrari nella guida dello Zacchiroli e nell'inventario del 1773, il dipinto fu rriferito correttamente al Mazzolino nel 1784, grazie all'abate Luigi Lanzi che ne aveva visto opere simili a Roma. La datazione si basa su cifre stilistiche ed è riferita al 1522-1523 circa.
Tipico esempio della predilezione dell'artista per sfondi elaborati, mostra una sacra conversazione ambientata davanti a un portale manierista, affiancato da specchiature con girali complesse dorate e sormontato da una cimasa marmorea dotata di mensole, volute, figure grottesche e un fregio con una convulsa scena di battaglia, ispirata ai sarcofagi romani, ma caratterizzata da una linea più fluida e sinuosa.
In primo piano la Madonna col Bambino è seduta tra le ginocchia di sua madre sant'Anna, che porge a Gesù alcune ciliegie. Si tratta dello schema della Metterza, in cui è aggiunto l'elemento simbolico dei frutti, alludenti al sangue del futuro martirio col loro colore rosso.
Ai lati si vedono i santi Giovanni Evangelista (riconoscibile per il libro e per l'aquila) e san Gioacchino, padre di Maria, col capo coperto e vestito all'orientale. Le loro figure denunciano la conoscenza dell'arte veneziana di inizio secolo, filtrata probabilmente da Dosso Dossi.